# Mem Ferda

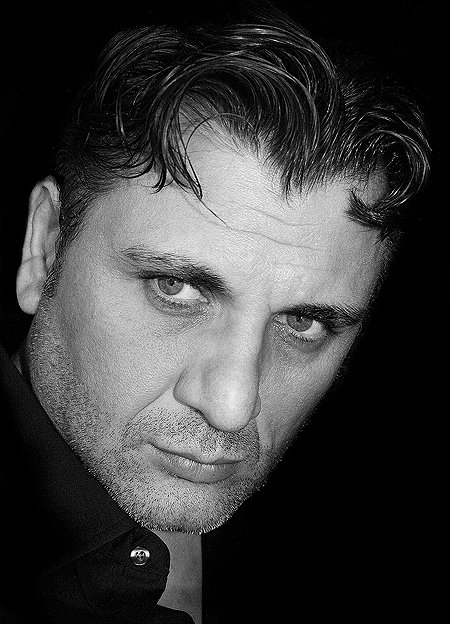
Mem Ferda (2009)

Mehmet „Mem“ Ferda (* 30. Oktober 1963 in Chelsea, London, England) ist ein britischer Schauspieler und Filmproduzent.

## Leben
Ferda wurde im Südwesten Londons als Sohn türkischer Eltern geboren. Sein Vater war Minister für Landwirtschaft in Nordzypern, daher zog die Familie, als er sechs Jahre alt war, auf die Insel im Mittelmeer um. Er ist bilingual mit Englisch und Türkisch als Muttersprache aufgewachsen. Als Kind wurde sein Vater Opfer eines Attentats. Während seines Studiums wurde er an der heutigen serbischen Grenze aufgrund eines Missverständnisses als Drogenschmuggler festgehalten. Er machte seinen Master of Business Administration an der Middlesex University und seinen Bachelor of Science Honors Degree in Psychologie an der Universität London. Von der London Academy of Music and Dramatic Art erhielt er ein Diplom für klassisches Schauspiel. Während eines Besuchs in Istanbul wurde er mit vorgehaltener Waffe bedroht. Er beschreibt seine Jugendzeit als rebellisch und ließ sich fast dazu überreden, bei einem Überfall als Fahrer des Fluchtfahrzeuges mitzumachen. Er überlebte 1989 die Marchioness-Katastrophe auf der Themse. All diese Erfahrungen lässt er in sein Schauspiel einfließen und verkörpert glaubwürdige Protagonisten und Antagonisten gleichermaßen.
Mitte bis Ende der 1990er Jahre spielte er in einer Reihe von britischen Fernsehserien mit. Ab den 2000er Jahren folgten vermehrt Rollen in Spielfilmen. Ab 2010 übernahm er Tätigkeiten in der Filmproduktion. Seit 2017 ist er überwiegend nur noch als Produzent tätig.

## Filmografie

### Schauspieler
- 1995: London Bridge (Fernsehserie)
- 1996: Grange Hill (Fernsehserie, Episode 19x19)
- 1996: Kavanagh QC (Fernsehserie, Episode 2x06)
- 1996: Drop the Dead Donkey (Fernsehserie, Episode 5x04)
- 1996: Pirates (Fernsehserie)
- 1996: Family Money (Fernsehserie)
- 1996: Evita
- 1996: EastEnders (Fernsehserie, 2 Episoden)
- 1997: Supply & Demand (Fernsehfilm)
- 1997: Chalk (Fernsehserie, Episode 1x06)
- 1997: Jonathan Creek (Fernsehserie, Episode 1x01)
- 1997: Gayle's World (Fernsehserie, Episode 1x04)
- 1997: This Life (Fernsehserie, Episode 2x17)
- 1997: Bring mir den Kopf von Mavis Davis (Bring Me the Head of Mavis Davis)
- 1997: Holding On (Mini-Serie)
- 1997: Der Preis des Verbrechens (Trial & Retribution) (Fernsehserie, Episode 1x01)
- 1997: The Fast Show (Fernsehserie, Episode 3x02)
- 1997: The History of Tom Jones, a Foundling (Mini-Serie, Episode 1x05)
- 1997: Mr. White Goes to Westminster (Fernsehfilm)
- 1998: The Legend of the Lost Keys (Fernsehserie, Episode 1x01)
- 1998: Todesflug 1602 – Als der Himmel einstürzte (A Wing and a Prayer) (Fernsehfilm)
- 1998: Family Affairs (Fernsehserie)
- 1998: My Summer with Des (Fernsehfilm)
- 1998: The Fast Show Live
- 1999: See How They Run (Fernsehserie)
- 1999: The Lost Son
- 1999: Roger Roger (Fernsehserie, Episode 2x06)
- 1999: Red Handed (Fernsehserie, Episode 1x04)
- 2000: London's Burning (Fernsehserie, Episode 12x01)
- 2003: Dream Team (Fernsehserie, Episode 6x17)
- 2004: Hide & Seek (Kurzfilm)
- 2004: Elshera (Kurzfilm)
- 2004: She's Gone (Fernsehfilm)
- 2004: Iffy (Kurzfilm)
- 2004: EastEnders (Fernsehserie)
- 2004: Kritzi: The Little Goat (Kurzfilm)
- 2005: Planespotting (Fernsehfilm)
- 2005: Experiment – Keine Erinnerung. Kein Entkommen. (Experiment)
- 2005: Revolver
- 2005: Spooks – Im Visier des MI5 (Spooks) (Fernsehserie, Episode 4x04)
- 2006: A Good Murder (Fernsehfilm)
- 2006: Heartbeat (Fernsehserie, Episode 16x03)
- 2007: Saddam's Tribe (Fernsehfilm)
- 2007: The Whistleblowers (Fernsehserie, Episode 1x04)
- 2008: The Crew
- 2010: Legacy
- 2011: The Devil’s Double
- 2011: The Veteran
- 2012: Ill Manors – Stadt der Gewalt (Ill Manors)
- 2012: Pusher
- 2013: Dirtymoney
- 2013: By Any Means (Mini-Serie, Episode 1x05)
- 2014: Plastic – Someone Always Pays (Plastic)
- 2014: Hyena
- 2014: BBC Comedy Feeds (Fernsehserie, Episode 3x07)
- 2014: Legacy of Thorn
- 2014: Emulsion
- 2015: Im Himmel trägt man hohe Schuhe (Miss You Already)
- 2015: Hard Tide
- 2016: Breakdown
- 2016: Smoking Guns
- 2016: Gridiron UK
- 2016: Eliminators
- 2017: Gunned Down

### Produktion
- 2010: Bad Company
- 2010: Don't Call Back
- 2013: Orc Wars (Dragonfyre)
- 2013: Truth or Dare
- 2013: Sixteen
- 2013: Wasteland – Das Ende der Welt (Wasteland)
- 2014: Apparitional
- 2014: Jurassic Island – Primeval Empire (Extinction)
- 2014: Legacy of Thorn
- 2014: Delusional
- 2015: Mania
- 2016: K-Shop
- 2016: Monumental
- 2017: The Last Scout
- 2017: Bonehill Road
- 2017: Once Upon a Time at Christmas
- 2018: Mad World
- 2018: Monster
- 2018: E.L.E. (Fernsehserie, 6 Episoden)
- 2018: All the Violence That Goes Unseen (Fernsehserie)
- 2018: No Easy Days (Fernsehserie, 8 Episoden)
- 2018: Woodland
- 2018: Dystopia (Fernsehserie, 8 Episoden)
- seit 2018: Age of the Living Dead (Fernsehserie)
- 2019: To Your Last Death
- 2019: Clownado
- 2019: Eminence Hill
- 2019: Mermaid Down
- 2019: The Nights Before Christmas
- 2020: Attack of the Unknown